# Finale de la Coupe UEFA 2003-2004
La finale de la Coupe UEFA 2003-2004 est la 33e finale de la Coupe de l'UEFA, organisée par l'UEFA. Ce match de football a lieu le 19 mai 2004 à l'Ullevi de Göteborg, en Suède.
Elle oppose l'équipe espagnole du Valence CF aux Français de l'Olympique de Marseille. Le match se termine par une victoire des Valenciens sur le score de 2 buts à 0, ce qui constitue leur premier sacre dans la compétition ainsi que leur deuxième titre européen avec leur victoire en Coupe des coupes en 1980.
Vainqueur de la Coupe UEFA, Valence disputera la Supercoupe d'Europe 2004 contre le FC Porto, vainqueur de la finale de la Ligue des champions.

## Parcours des finalistes
Note : dans les résultats ci-dessous, le score du finaliste est toujours donné en premier (D : domicile ; E : extérieur).
| Valence CF                            | Valence CF                            | Valence CF                            | Valence CF                            | Tour | Olympique de Marseille                          | Olympique de Marseille                          | Olympique de Marseille                          | Olympique de Marseille                          |      |
| ------------------------------------- | ------------------------------------- | ------------------------------------- | ------------------------------------- | --- | ----------------------------------------------- | ----------------------------------------------- | ----------------------------------------------- | ----------------------------------------------- | ---- |
| Ligue des champions                   |                                       |                                       |                                       | |                                                 |                                                 |                                                 |                                                 |      |
| Ne dispute pas la Ligue des champions | Ne dispute pas la Ligue des champions | Ne dispute pas la Ligue des champions | Ne dispute pas la Ligue des champions | Phase qualificative | Adversaire                                      | Total                                           | Aller                                           | Retour                                          |      |
| Ne dispute pas la Ligue des champions | Ne dispute pas la Ligue des champions | Ne dispute pas la Ligue des champions | Ne dispute pas la Ligue des champions | Troisième tour | Austria Vienne                                  | 1 - 0                                           | 1 - 0 (E)                                       | 0 - 0 (D)                                       |      |
| Ne dispute pas la Ligue des champions | Ne dispute pas la Ligue des champions | Ne dispute pas la Ligue des champions | Ne dispute pas la Ligue des champions | Phase de groupes | Adversaire                                      | Résultat                                        | Résultat                                        | Résultat                                        |      |
| Ne dispute pas la Ligue des champions | Ne dispute pas la Ligue des champions | Ne dispute pas la Ligue des champions | Ne dispute pas la Ligue des champions | Journée 1 | Real Madrid                                     | 2 - 4 (E)                                       | 2 - 4 (E)                                       | 2 - 4 (E)                                       |      |
| Ne dispute pas la Ligue des champions | Ne dispute pas la Ligue des champions | Ne dispute pas la Ligue des champions | Ne dispute pas la Ligue des champions | Journée 2 | Partizan Belgrade                               | 3 - 0 (D)                                       | 3 - 0 (D)                                       | 3 - 0 (D)                                       |      |
| Ne dispute pas la Ligue des champions | Ne dispute pas la Ligue des champions | Ne dispute pas la Ligue des champions | Ne dispute pas la Ligue des champions | Journée 3 | FC Porto                                        | 2 - 3 (D)                                       | 2 - 3 (D)                                       | 2 - 3 (D)                                       |      |
| Ne dispute pas la Ligue des champions | Ne dispute pas la Ligue des champions | Ne dispute pas la Ligue des champions | Ne dispute pas la Ligue des champions | Journée 4 | FC Porto                                        | 0 - 1 (E)                                       | 0 - 1 (E)                                       | 0 - 1 (E)                                       |      |
| Ne dispute pas la Ligue des champions | Ne dispute pas la Ligue des champions | Ne dispute pas la Ligue des champions | Ne dispute pas la Ligue des champions | Journée 5 | Real Madrid                                     | 1 - 2 (D)                                       | 1 - 2 (D)                                       | 1 - 2 (D)                                       |      |
| Ne dispute pas la Ligue des champions | Ne dispute pas la Ligue des champions | Ne dispute pas la Ligue des champions | Ne dispute pas la Ligue des champions | Journée 6 | Partizan Belgrade                               | 1 - 1 (E)                                       | 1 - 1 (E)                                       | 1 - 1 (E)                                       |      |
| Ne dispute pas la Ligue des champions | Ne dispute pas la Ligue des champions | Ne dispute pas la Ligue des champions | Ne dispute pas la Ligue des champions | Troisième du groupe F \| Rang \| Équipe \| Pts \| J \| G \| N \| P \| Bp \| Bc \| Diff \| \| ---- \| ---------------------- \| --- \| - \| - \| - \| - \| -- \| -- \| ---- \| \| 1 \| Real Madrid \| 14 \| 6 \| 4 \| 2 \| 0 \| 11 \| 5 \| +6 \| \| 2 \| FC Porto \| 11 \| 6 \| 3 \| 2 \| 1 \| 9 \| 8 \| +1 \| \| 3 \| Olympique de Marseille \| 4 \| 6 \| 1 \| 1 \| 4 \| 9 \| 11 \| -2 \| \| 4 \| Partizan Belgrade \| 3 \| 6 \| 0 \| 3 \| 3 \| 3 \| 8 \| -5 \| |                                                 |                                                 |                                                 |                                                 |      |
| Coupe UEFA                            |                                       |                                       |                                       | |                                                 |                                                 |                                                 |                                                 |      |
| Adversaire                            | Total                                 | Aller                                 | Retour                                | | Adversaire                                      | Total                                           | Aller                                           | Retour                                          |      |
| AIK Solna                             | 2 - 0                                 | 1 - 0 (E)                             | 1 - 0 (D)                             | Premier tour | Dispute la Ligue des champions (voir ci-dessus) | Dispute la Ligue des champions (voir ci-dessus) | Dispute la Ligue des champions (voir ci-dessus) | Dispute la Ligue des champions (voir ci-dessus) |      |
| Maccabi Haïfa                         | 4 - 0                                 | 0 - 0 (D)                             | 4 - 0 (E)                             | Deuxième tour | Dispute la Ligue des champions (voir ci-dessus) | Dispute la Ligue des champions (voir ci-dessus) | Dispute la Ligue des champions (voir ci-dessus) | Dispute la Ligue des champions (voir ci-dessus) |      |
| Beşiktaş JK                           | 5 - 2                                 | 3 - 2 (D)                             | 2 - 0 (E)                             | Seizièmes de finale | Dnipro Dnipropetrovsk                           | 1 - 0                                           | 1 - 0 (D)                                       | 0 - 0 (E)                                       |      |
| Gençlerbirliği SK                     | 2 - 1                                 | 0 - 1 (E)                             | 2 - 0 ap (D)                          | Huitièmes de finale | Liverpool FC                                    | 3 - 2                                           | 1 - 1 (E)                                       | 2 - 1 (D)                                       |      |
| Girondins de Bordeaux                 | 4 - 2                                 | 2 - 1 (E)                             | 2 - 1 (D)                             | Quarts de finale | Inter Milan                                     | 2 - 0                                           | 1 - 0 (D)                                       | 1 - 0 (E)                                       |      |
| Villarreal CF                         | 1 - 0                                 | 0 - 0 (E)                             | 1 - 0 (D)                             | Demi-finales | Newcastle United                                | 2 - 0                                           | 0 - 0 (E)                                       | 2 - 0 (D)                                       |      |
| Rang                                  | Équipe                                | Pts                                   | J                                     | G | N                                               | P                                               | Bp                                              | Bc                                              | Diff |
| 1                                     | Real Madrid                           | 14                                    | 6                                     | 4 | 2                                               | 0                                               | 11                                              | 5                                               | +6   |
| 2                                     | FC Porto                              | 11                                    | 6                                     | 3 | 2                                               | 1                                               | 9                                               | 8                                               | +1   |
| 3                                     | Olympique de Marseille                | 4                                     | 6                                     | 1 | 1                                               | 4                                               | 9                                               | 11                                              | -2   |
| 4                                     | Partizan Belgrade                     | 3                                     | 6                                     | 0 | 3                                               | 3                                               | 3                                               | 8                                               | -5   |

## Finale
| ·              |                        |     |
| Titulaires :   |                        |     |
|                |                        |     |
| 1              | Santiago Cañizares     |     |
| 4              | Roberto Ayala          |     |
| 5              | Carlos Marchena        | 86e |
| 6              | David Albelda          |     |
| 8              | Rubén Baraja           |     |
| 10             | Miguel Ángel Angulo    | 82e |
| 14             | Vicente                |     |
| 15             | Amedeo Carboni         |     |
| 19             | Francisco Rufete       | 64e |
| 20             | Mista                  |     |
| 23             | Curro Torres           |     |
|                |                        |     |
| Remplaçants :  |                        |     |
| 35             | David Rangel           |     |
| 2              | Mauricio Pellegrino    | 86e |
| 12             | Javier Garrido Ramírez |     |
| 21             | Pablo Aimar            | 64e |
| 25             | Mohamed Sissoko        | 82e |
| 11             | Juan Sánchez Moreno    |     |
| 24             | Xisco                  |     |
|                |                        |     |
| Entraîneur :   |                        |     |
| Rafael Benítez |                        |     |

| ·             |                      |       |
| Titulaires :  |                      |       |
|               |                      |       |
| 28            | Fabien Barthez       |       |
| 2             | Demetrius Ferreira   |       |
| 3             | Manuel Dos Santos    |       |
| 6             | Brahim Hemdani       |       |
| 7             | Sylvain N'Diaye      | 84e   |
| 11            | Didier Drogba        |       |
| 12            | Abdoulaye Meïté      |       |
| 18            | Camel Meriem         | 45+1e |
| 20            | Steve Marlet         |       |
| 23            | Habib Beye           |       |
| 32            | Mathieu Flamini      | 71e   |
|               |                      |       |
| Remplaçants : |                      |       |
| 30            | Jérémy Gavanon       | 45+1e |
| 5             | Philippe Christanval |       |
| 14            | Štěpán Vachoušek     |       |
| 21            | Johnny Ecker         |       |
| 26            | Laurent Batlles      | 71e   |
| 29            | Fabio Celestini      | 84e   |
| 33            | Nicolas Cicut        |       |
|               |                      |       |
| Entraîneur :  |                      |       |
| José Anigo    |                      |       |

| ·              |                        |     |
| Titulaires :   |                        |     |
|                |                        |     |
| 1              | Santiago Cañizares     |     |
| 4              | Roberto Ayala          |     |
| 5              | Carlos Marchena        | 86e |
| 6              | David Albelda          |     |
| 8              | Rubén Baraja           |     |
| 10             | Miguel Ángel Angulo    | 82e |
| 14             | Vicente                |     |
| 15             | Amedeo Carboni         |     |
| 19             | Francisco Rufete       | 64e |
| 20             | Mista                  |     |
| 23             | Curro Torres           |     |
|                |                        |     |
| Remplaçants :  |                        |     |
| 35             | David Rangel           |     |
| 2              | Mauricio Pellegrino    | 86e |
| 12             | Javier Garrido Ramírez |     |
| 21             | Pablo Aimar            | 64e |
| 25             | Mohamed Sissoko        | 82e |
| 11             | Juan Sánchez Moreno    |     |
| 24             | Xisco                  |     |
|                |                        |     |
| Entraîneur :   |                        |     |
| Rafael Benítez |                        |     |

| ·             |                      |       |
| Titulaires :  |                      |       |
|               |                      |       |
| 28            | Fabien Barthez       |       |
| 2             | Demetrius Ferreira   |       |
| 3             | Manuel Dos Santos    |       |
| 6             | Brahim Hemdani       |       |
| 7             | Sylvain N'Diaye      | 84e   |
| 11            | Didier Drogba        |       |
| 12            | Abdoulaye Meïté      |       |
| 18            | Camel Meriem         | 45+1e |
| 20            | Steve Marlet         |       |
| 23            | Habib Beye           |       |
| 32            | Mathieu Flamini      | 71e   |
|               |                      |       |
| Remplaçants : |                      |       |
| 30            | Jérémy Gavanon       | 45+1e |
| 5             | Philippe Christanval |       |
| 14            | Štěpán Vachoušek     |       |
| 21            | Johnny Ecker         |       |
| 26            | Laurent Batlles      | 71e   |
| 29            | Fabio Celestini      | 84e   |
| 33            | Nicolas Cicut        |       |
|               |                      |       |
| Entraîneur :  |                      |       |
| José Anigo    |                      |       |